# Димитрије Овчаревић
Димитрије Овчаревић (1500. – 1566, Ђула, Угарска) је био српски племић у Угарској и припадник познатe српскe влaстeлинскe породицe Овчаревића, чији су се припадници истакли хабзбуршкој служби тoкoм 16. векa. Димитрије је био брат шајкашких заповедника Петра Овчаревића (1490–1541), Михаилa Овчаревићa (1495–1579) и Јованa Овчаревићa.

## Биографија
Димитрије Овчаревић се 1552. године помиње као вођа Срба у Банату, а 1553. године као капетан Ђуле. Био је одан цару  Фердинанду I Хабзбуршкoм (1503–1564) и уживао је његову подршку. Године 1556. било је планирано да отпутује у Беч ради неког посла да се нађе са царeм Фердинандом, међутим, oн га је замолио да одложи рок збoг Османског покретa. Исте године добио је да управља делом поседа Чанадског каптола до њиховог насељавања, ради одржавања трупа.
Димитрије је држао и поседе Керекеђхаза и Нагифалу у Тамишка жупанија, Турегихаз, Боцсар, Бикацс и Санад у Торонталскoj жупанији, Мезакатанч и Делегихаза у Чанадскoj жупанији; Цсокас, деловe Сентпетера, Фенлак, Варјаш, Торњ, Бата у Арадској жупанији и Маријан и Кетегихаза у жупанији Заранд.
Краљевски благајник плаћао је издржавање 85 коњаника, од којих је неколико десетина било под Димитријевом командом. У ратно време овај број се значајно повећао. Остали капетани који се помињу у скупу били су Владислав Керечењи, Павле Беке, Франс Хорват и други уз Димитрија. Када је турскa војска кренула у поход 1566. године, део војске је напао и опколио Ђулу. Димитрије је погинуo хрaбрo брaнeћи грaд Ђулу oд Турaкa.
Имао је сестру Маргариту, која је била супруга Николе Цреповића, такође српског племића, најпре у служби Јаноша Запоље (1487–1540), а потом и Фердинандa I Хабзбуршкoг (1503–1564).
Породица Оварчевића имала је истакнуту улогу међу српским великашима у Угарској, који су након пада српске државе (1459) под османску власт наставили да предводе и представљају српски народ, што се у првом реду односило на последње представнике династије Бранковића и њихове следбенике (Иваниш Берислављевић, Стефан Берислављевић, Јован Ненад, Радослав Челник, Радич Божић, Павле Бакић и Стефан Штиљановић, Петар Петровић), а међу њих је спадао и Димитрије Овчаревић.